# Quinto Emílio Lépido
Quinto Emílio Lépido (em latim: Quintus Aemilius Lepidus), cujo cognome possivelmente era Bárbula (em latim: Barbula), foi um senador e general romano da gente Emília que foi eleito cônsul em 21 a.C. com Marco Lólio. Ele era filho de Mânio Emílio Lépido, cônsul em 66 a.C., e um aliado de Marco Antônio.

## Biografia
Geralmente assume-se que Lépido era o "Bárbula" citado nas "Guerras Civis" de Apiano. Na obra, Apiano conta que um certo Marco (assumido como sendo Marco Lólio) era um legado de Marco Júnio Bruto que, depois da Batalha de Filipos, em 42 a.C., foi proscrito. Depois de se disfarçar como escravo, Marco foi comprado por Lépido, que só descobriu a identidade do escravo em Roma através de um amigo. Lépido foi até Marco Vipsânio Agripa, que intercedeu junto a Otaviano para que o nome de Lólio fosse removido das listas de proscritos.
Entre 40 e 38 a.C., Lépido foi monetal de Marco Antônio em Pérgamo, cunhando cistóforos em seu nome. Depois, em 31 a.C., Lépido lutou ao lado de Antônio na Batalha de Ácio, mas foi capturado. Ele foi solto apenas depois de uma intercessão de Marco Lólio junto a Otaviano, retornando o favor de uma década antes.
Em 21 a.C., uma segunda posição consular ficou disponível depois que Augusto decidiu não se auto-nomear para o cargo. Depois de uma amarga e rancorosa eleição e de longas discussões com seu único competidor, Lúcio Júnio Silano — o povo de Roma chegou a pedir que Augusto acabasse com a eleição — Lépido foi eleito cônsul e serviu juntamente com seu amigo Marco Lólio. Durante o mandato, os dois supervisionaram uma reforma da Ponte Fabrício, uma das pontes sobre o Tibre em Roma, como atesta uma inscrição no arco oriental da face sul, ainda visível.
Sabe-se ainda que Lépido foi um dos quindecênviros dos fatos sagrados que participaram dos Jogos Seculares de 17 a.C., uma posição que ele provavelmente já detinha na época das guerras civis. Finalmente, por volta de 15 a.C., Lépido serviu como procônsul da Ásia.